# Hypsoides meloni
Hypsoides meloni är en fjärilsart som beskrevs av Charles Oberthür. Hypsoides meloni ingår i släktet Hypsoides och familjen tandspinnare. Inga underarter finns listade i Catalogue of Life.